# Trekdier

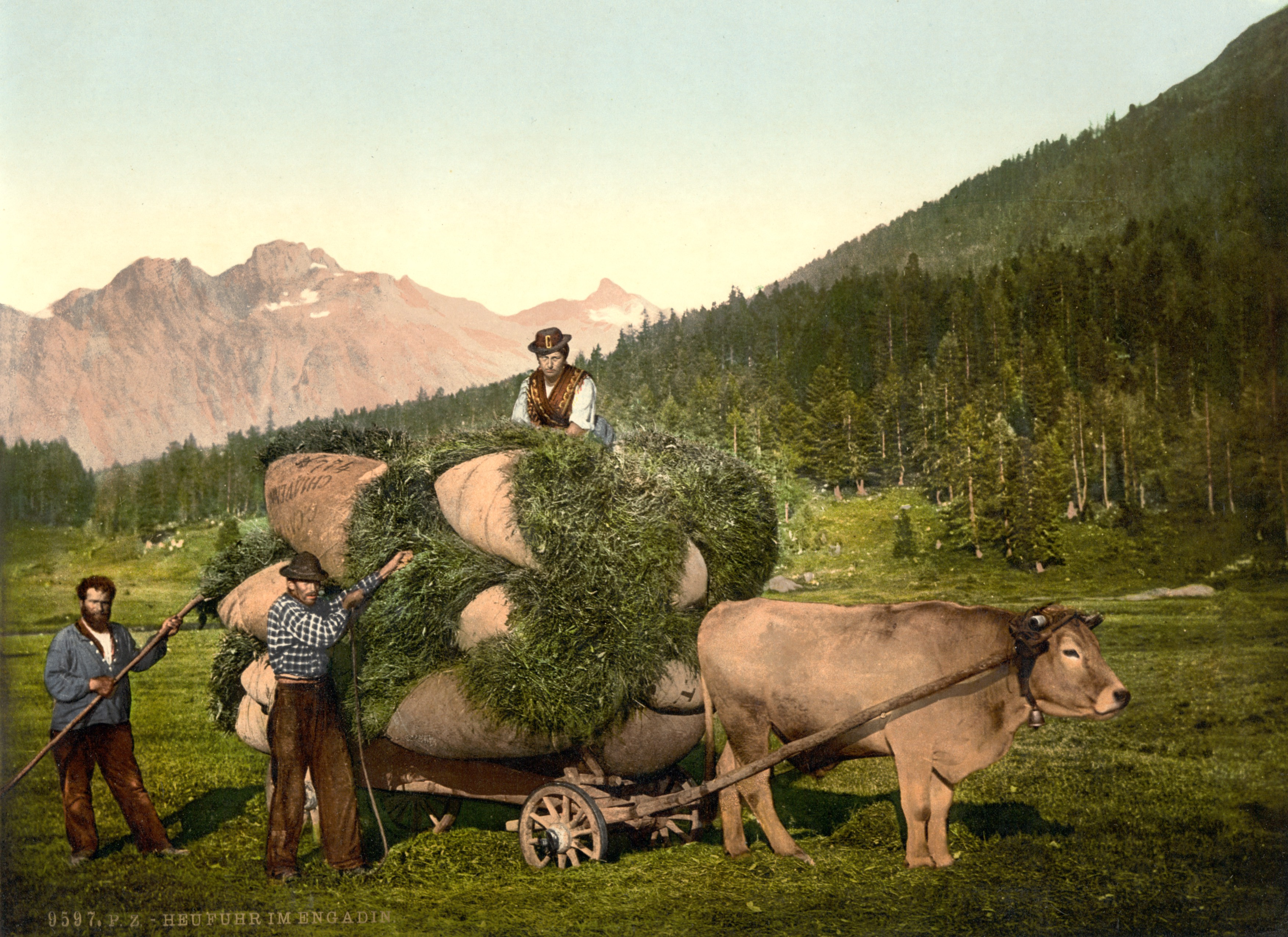
Ossenwagen in Engadin rond 1900

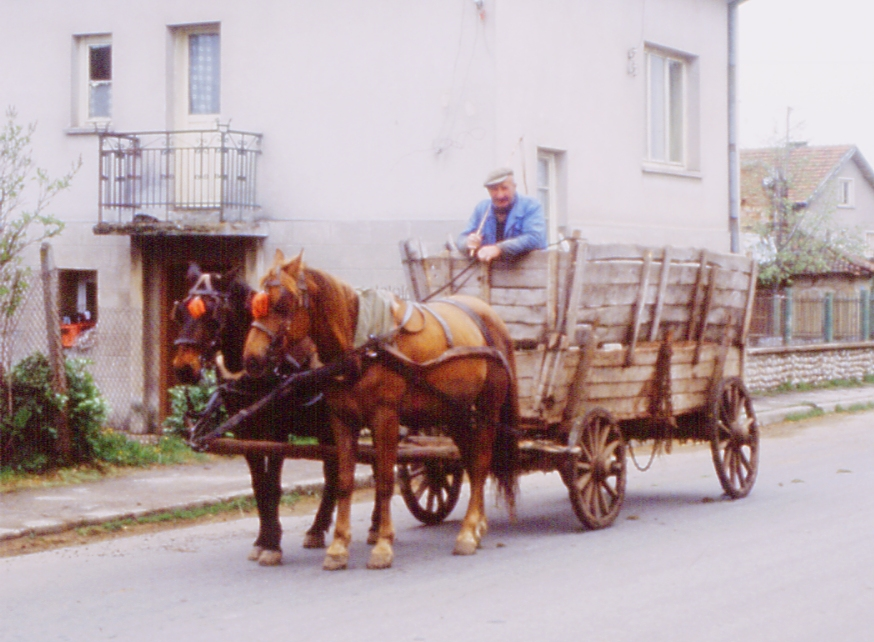
Tweespan voor boerenwagen, Bulgarije, 1983

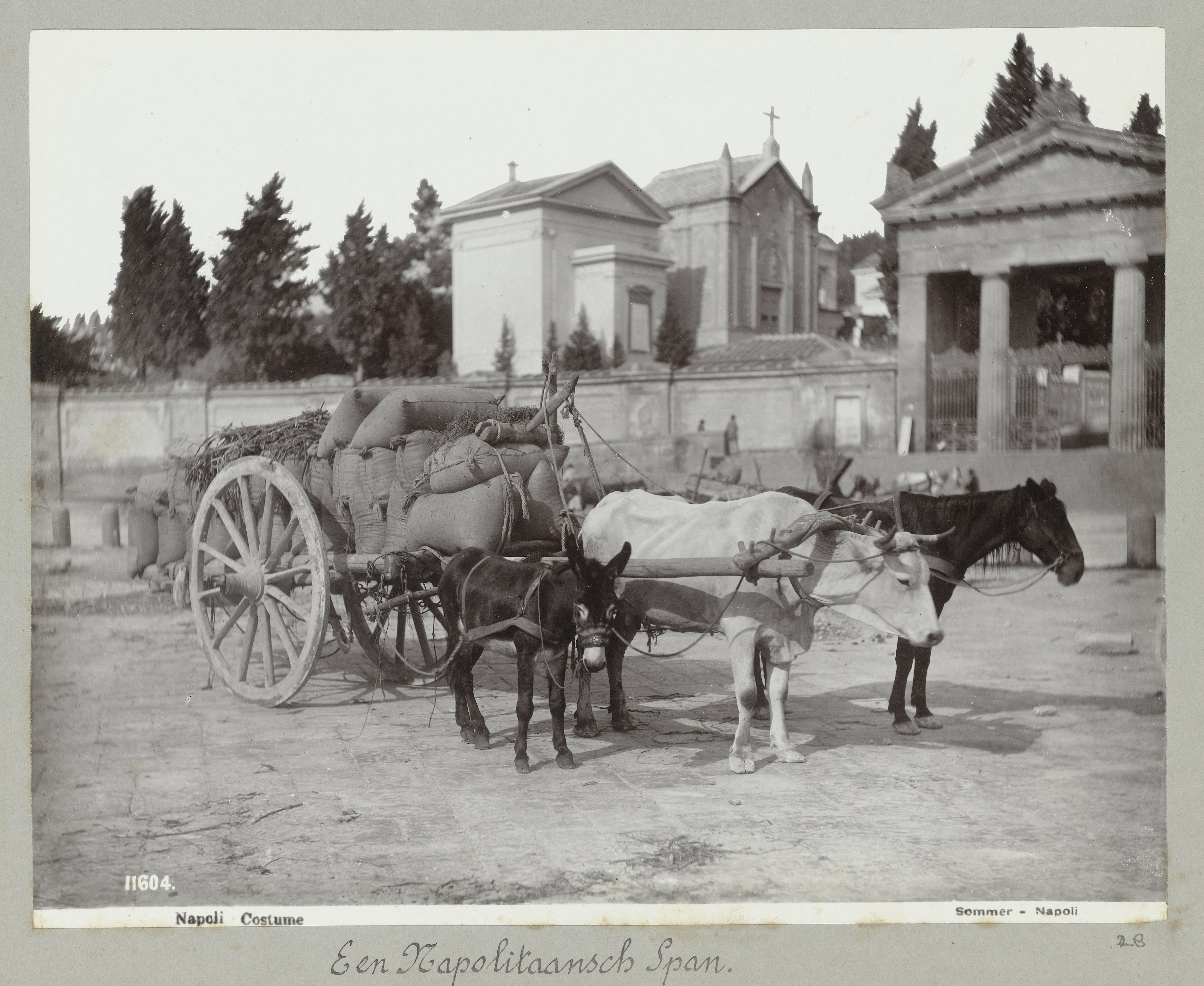
Gemengd driespan voor kar in Napels in 1900

Een trekdier is een dier dat wordt gebruikt om lasten met behulp van voertuigen zoals een slee een kar of een wagen te verplaatsen. Trekdieren worden veel gebruikt in de bosbouw en in de landbouw. Men gebruikt een tuigage om het dier in staat te stellen de last te trekken.

## Trekdieren
Voorbeelden van dieren die door domesticatie als trekdier gebruikt kunnen worden zijn:
- het paard (voor mennen met koetsen of het beoefenen van de mensport)
- de os
- de hond (de hondenkar is in Nederland niet meer toegestaan, wel mogen honden trekken als sledehonden)
- het rendier
- de kameel en de dromedaris.[1] De dromedaris werd in Noord-Afrika voor de ploeg gezet. Als telgangers hebben ze een ietwat zwalkende gang en zijn ze minder efficiënt en oncomfortabel voor wagens.
- de olifant, bijvoorbeeld om balken of bomen te verslepen
- de struisvogel (niet algemeen)
- de waterbuffel (wordt gebruikt voor de ploeg in rijstvelden)
- de zeboe
- de ezel

Bij de paardenrassen zijn in het bijzonder de koudbloedrassen geschikt als echte trekpaarden voor zwaar sleepwerk, zoals het Nederlands trekpaard, het Belgisch trekpaard, de Shire, de Percheron. Het Fries paard, het  Groninger paard de Gelderlander, de Haflinger, de Fjord en de meeste andere warmbloedrassen zijn zeer geschikt om als tuigpaard voor karren en wagens gebruikt te worden.

## Afbeeldingen

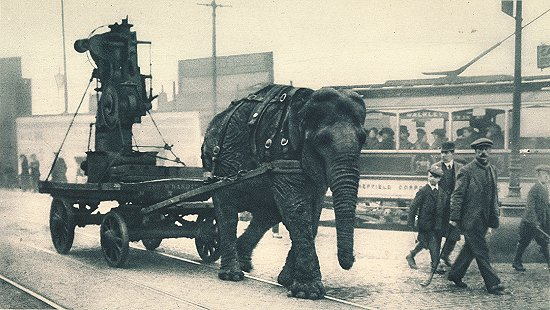
Olifant in de Eerste Wereldoorlog
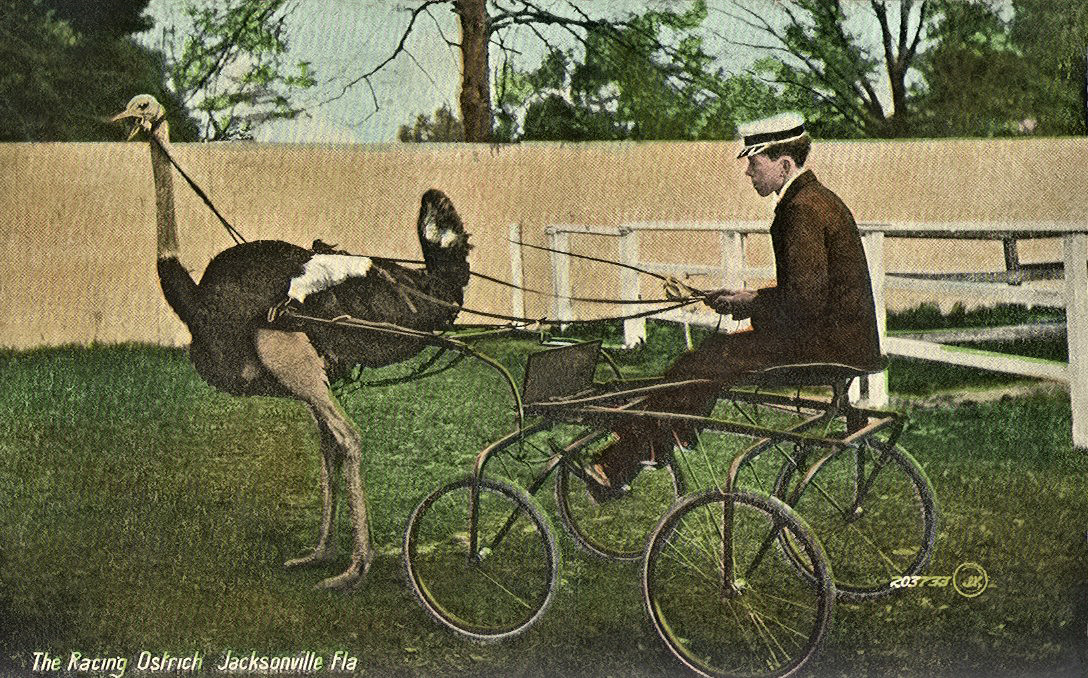
Struisvogel voor een renwagentje
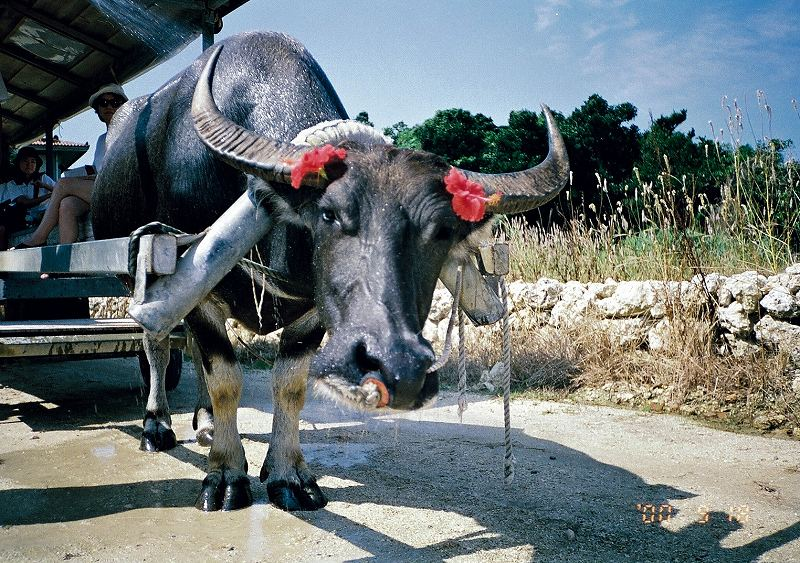
Waterbuffel in Japan
Sledenhonden in Alaska

## Referentie
1. ↑  "'Tussen zand en slangen': de limes tripolitanus", nulnummer Momentum (uitgegeven door livius.org). Op p3 een reliëf van een ploegende dromedaris